# Gonomyia melanorhyncha
Gonomyia melanorhyncha là một loài ruồi trong họ Limoniidae. Chúng phân bố ở miền Cổ bắc.